# La Estrella (Madrid)
La Estrella fue un periódico católico editado en la ciudad española de Madrid entre 1854 y 1857, durante el reinado de Isabel II.

## Historia
Subtitulado «diario religioso, político y literario», fue impreso en Madrid, por T. Fortanet y por el establecimiento tipográfico militar. Constaba de cuatro páginas. Su primer número apareció el 1 de diciembre de 1854 y cesó el 13 de febrero de 1857. Se trataba de un periódico de ideología absolutista que fue dirigido por el presbítero Francisco Rodríguez Troncoso, además de por Miguel y Flores. Habrían escrito en sus páginas autores como Román Goicorrotea, Alejandro Mon, Antonio Aparisi Guijarro y Pedro José Pidal. En él se integró, en 1855, la publicación La Fe.